# سانادا مارو (مجموعه تلویزیونی تایگا)
سانادا مارو (به ژاپنی: 真田丸) نام یک مجموعهٔ تلویزیونی با موضوع تاریخی کشور ژاپن است. سانادا مارو پنجاه و پنجمین مجموعهٔ تلویزیونی از مجموعه تلویزیونی تایگا است که توسط شبکهٔ تلویزیونی ان‌اچ‌کی ساخته شده است.
اولین قسمت این مجموعه در ۱۰ ژانویه ۲۰۱۶ از شبکهٔ ان‌اچ‌کی پخش خود را آغاز کرد. در این مجموعه ماساتو ساکای در نقش سانادا یوکیمورا (قهرمان بنام ژاپنی)، فومیو کوهیناتا در نقش تویوتومی هیده‌یوشی (به عنوان متحدکنندهٔ ژاپن از او یاد می‌شود) و سیو اوچینو در نقش توکوگاوا ایه‌یاسو شرکت دارند.

## ایفای نقش‌ها

### خاندان سانادا
- ماساتو ساکای در نقش سانادا یوکیمورا همچنین به عنوان سانادا نوبوشیکه نیز نامیده می‌شود.
- یو اوایزومی در نقش سانادا نوبویوکی برادر یوکیمورا
- ماسائو کوساکاری در نقش سانادا ماسایوکی، پدر یوکیمورا
- ماسامی ناگاساوا در نقش کیری دوست دوران کودکی یوکیمورا
- یوشینو کیمورا در نقش ماتسو خواهر یوکیمورا
- آتسوکو تاکاهاتا در نقش کائورو مادر یوکیمورا
- ماتسوکو کوسابوئه در نقش Tori مادربزرگ یوکیمورا
- سوسومو تراجیما در نقش Ideura Masasuke
- تاکاهاشی فوجی در نقش Sasuke، یک نینجا در خدمت یوکیمورا
- Takeo Nakahara در نقش Takanashi Naiki
- تاکاهیرو فوجی موتو در نقش Hotta Sakubei
- هارو کوروکی در نقش اومه، اولین همسر یوکیمورا
- مایو ماتسواوکا در نقش Haru، همچنین به عنوان در نقش Chikurin-in، همسر قانونی یوکیمورا
- Yukino Kishii در نقش Taka، سومین همسر یوکیمورا
- Takaya Sakoda در نقش Yazawa "Sanjūrō" Yoriyuki
- واتارو تاکاگی در نقش اویامادا شیگه‌ماسا، شوهر ماتسو
- Satomi Nagano در نقش کو، همسر اول نوبویوکی
- Hideo Kurihara در نقش Sanada Nobutada، برادر جوانتر ماسایوکی
- Toshiki Ayata در نقش Yazawa Yoritsuna
- هیروکی کوننو در نقش Yohachi
- Yasuhiro Ōno در نقش Kawara Tsunaie

### خاندان توکوگاوا
- سیو اوچینو در نقش توکوگاوا ایه‌یاسو، دشمن بزرگ یوکیمورا (نوبوشیکه)
- ماسااومی کوندو در نقش هوندا ماسانوبو، متخصص فن لشکرکشی و تدابیر جنگی برای ایه‌یاسو
- گن هوشینو در نقش توکوگاوا هیده‌تادا
- Seiko Niizuma در نقش اوایو، همسر هیده تادا
- یوکی سایتو در نقش Lady Acha
- هیروشی فوجی‌اوکا در نقش هوندا تاداکاتسو
- یو یوشیدا در نقش کوماتسوهیمه، دختر تاداکاتسو، همسر نوبویوکی
- Masayuki Itō در نقش ایشیکاوا کازوماسا
- Kenji Hamatani در نقش هاتوری هانزو
- Kōichi Ōhori در نقش توری موتوتادا
- Takaaki Itō در نقش هوندا ماسازومی

pro-Tokugawa دایمیو
- Takuya Ōga در نقش کورودا ناگاماسا
- Macchu Saitō در نقش آسانو یوشیناگا
- Isao Sano در نقش هاچیسوکا ایه‌ماسا
- Seiji Hino در نقش تودو تاکاتورا

### خاندان تویوتومی
- فومیو کوهیناتا در نقش تویوتومی هیده‌یوشی
- کیوکا سوزوکی در نقش ننه (شخص)، زن هیده یوشی
- یوکو تاکه اوچی در نقش یودو-دونو، همسر غیراصلی هیده یوشی
- تایشی ناکاگاوا as تویوتومی هیده‌یوری، پسر هیده یوشی
  - Sera Ishida در نقش هیده یوشی جوان
- کوجی یاماموتو در نقش ایشیدا میتسوناری، فرمانده ارتش غربی در نبرد سکیگاهارا
- کاتااوکا آنی‌اوسوکه (ششم) در نقش اوتانی یوشیتسوگو، متحد میتسوناری پدر نوبوشیکه در قانون
- Takamasa Tamaki در نقش شیما ساکون
- Katsura Bunshi VI در نقش سن نو ریکیو
- Takashi Kobayashi در نقش کاتاگیری کاتسوموتو، negotiator with the شوگون‌سالاری توکوگاوا
- Shinya Niiro در نقش تویوتومی هیده‌تسوگو
- هیروتومی آرای در نقش کاتو کیوماسا، رعیت وفادار به خاندان تویوتومی
- Motoki Fukami در نقش فوکوشیما ماسانوری
- Yōsuke Asari در نقش کوبایاکاوا هیده‌آکی
  - Kento Saitō در نقش هیده آکی جوان
- Rie Minemura در نقش Lady Ōkura-kyō
- شو آیکاوا در نقش Gotō Matabei
- Kenichi Okamoto در نقش موری کاتسوناگا
- Kenji Anan در نقش چوسوکابه موریچیکا
- Kensaku Kobayashi در نقش آکاشی تاکه‌نوری
- Yoshimasa Kondo در نقش هیرانو ناگایاسو
- Tomohiko Imai در نقش اونو هاروناگا
- Masa Yamada در نقش Naka، مادر هیده یوشی
- Tetsuya Chiba در نقش تویوتومی هیده‌ناگا
- Michiko Shimizu در نقش آساهی هیمه
- Nahoko Yoshimoto در نقش Uta، زن میتسوناری
- Arisa Nakajima در نقش Yoshino Tayū
- کازویا تاکاهاشی در نقش اوکیتا هیده‌ایه
- Mitsuki Horikoshi در نقش Toyotomi Hidekatsu
- Ryō Mitsuya در نقش Toyotomi Hideyasu
- Hirara Hayasaka در نقش Toyotomi Tsurumatsu
- Masayuki Kizu در نقش ناتسوکا ماساایه
- شونیا شیرائیشی در نقش کیمورا شیگه‌ناری

### خاندان اوئسوگی
- کنیچی اندو در نقش اوئسوگی کاگه‌کاتسو
- Shingo Murakami در نقش نااوئه کانه‌تسوگو
- Yasuyuki Maekawa در نقش Kasuga Nobutatsu

### خاندان هوجوی اخیر
- ماسانوبو کاتاشیما در نقش هوجو اوجیماسا
- یوشیهیکو هوسودا در نقش هوجو اوجینائو
- آتسوشی یامانیشی در نقش Itabeoka Kōsetsusai

### ولایت شینانو
- ماساهیکو نیشیمورا در نقش Muroga Masatake
- Kenichi Ishii در نقش کیسو یوشیماسا

### خاندان تاکدا
- تاکه‌هیرو هیرا در نقش تاکدا کاتسویوری
- Takaaki Enoki در نقش Anayama Baisetsu
- Kunishirō Hayashi در نقش تاکدا شینگن (روح)
- Yōichi Nukumizu در نقش اویامادا نابوشیگه
- Takuo Inari در نقش آتوبه کاتسوسوکه
- Kōji Hatta در نقش Oyamada Hachizaemon

### خاندان اودا
- Kōtarō Yoshida در نقش اودا نوبوناگا
- Yasunori Danta در نقش تاکیگاوا کازوماسو
- Reo Tamaoki در نقش اودا نوبوتادا
- Hisafumi Iwashita در نقش آکچی میتسوهیده
- کنجی ماتسودا در نقش Nagasaki Motoie
- Tanida Ayumi در نقش موری ناگایوشی

### خاندان داته
- Tomoharu Hasegawa در نقش داته ماسامونه
- Asahi Yoshida در نقش کاتاکورا کاگه‌تسونا

### خاندان مائدا
- Katsuya Kobayashi در نقش مائدا توشی‌ایه، یکی از اعضای گوتایرو
- Masayuki Yorozu در نقش مائدا توشیناگا

### خاندان موری
- Naoki Asaji در نقش موری تروموتو، یکی از اعضای گوتایرو

### خاندان هوسوکاوا
- توشیهیرو یاشیبا در نقش هوسوکاوا تادائوکی
- مانامی هاشیموتو در نقش هوسوکاوا تاما

### دیگران
- ماتسوموتو کوشیرو نهم در نقش لوزون سوکه‌زائمون
- سیلویا گِرِب در نقش ایزومو نو اوکونی
- کنجی میزوهاشی در نقش کیچیزو
- جون اونه‌موتو در نقش سیکان